# Кляр
Кляр (от фр. clair — «жидкий», также панировочное тесто) — жидкое тесто для панирования продуктов. В кляр обмакивают разнообразные продукты в кусочках (рыбу, птицу, мясо, овощи, фрукты и грибы) непосредственно перед жаркой. В. В. Похлёбкин называл кляры «эластичными панировками». Кляр позволяет обжаривать продукты быстрее и придаёт блюдам определённый вкус и зажаристую корочку. Жаренные в кляре блюда, преимущественно рыба, на французский манер называются «орли». В североамериканской гастрономической культуре продукты в кляре, приготовленные во фритюре, называются фриттерами, в японской — тэмпура.
В базовом рецепте кляр замешивают из муки, яиц и воды, также добавляют соль, пряности, молоко и растительное масло, при этом, по мнению В. В. Похлёбкина, в искусстве приготовления кляра важен порядок соединения ингредиентов и раздельное взбивание белка и желтка. По рецепту классического «итальянского кляра» просеянную муку разводят тёплой водой, тщательно размешивают, добавляют оливковое масло, соль и сахар, перемешивают ещё раз и уже незадолго до начала жарки в тесто вводят взбитые белки. Готовый кляр до начала жарки следует держать в холоде. Правильно приготовленный кляр представляет собой мучную смесь на основе яичной эмульсии, разведённую до сметанообразного состояния. Е. И. Молоховец в труде «Подарок молодым хозяйкам» привела четыре рецепта приготовления кляра: только на взбитых белках, с добавлением пива, со сметаной и взбитыми желтками и блинного теста. Она предлагала обжаривать в кляре сваренные телячьи ножки, бараньи котлеты, отварные мозги, устрицы, крокеты из риса и яиц, ломтики яблок и бузину.